# Rubus cinerosus
Rubus cinerosus är en rosväxtart som beskrevs av William Moyle Rogers och Riddelsdell. Rubus cinerosus ingår i släktet rubusar, och familjen rosväxter. Inga underarter finns listade i Catalogue of Life.